# Tombstone (seriefigur)
Tombstone är en seriefigur i de tecknade serierna om Spindelmannen.

## Historia
Tombstone var från början en vanlig småtjuv som råkade ramla ner i en brun fylld av något slags gift, detta dödade honom till en viss del och hans kropp blev kompakt som urberg.
Han påbörjade då en karriär som supertjuv vilken Spindelmannen snabbt lade sig i. När Tombstone höll på med en kriminell gärning kom Spindelmannen bara förbisvingande och fyllde honom med nät, när polisen sen kom kunde de bara lyfta in honom i polisbilen och Tombstone dömdes till ett tvåårigt fängelsestraff.
Under tiden i fängelse tog Tombstone reda på vilka ämnen som gjort honom till den han var, han kom sedan på att allt han behövde fanns i fängelset. Han kom på idén att påbörja ett fängelseuppror för att skapa en armé med såna som han själv, och han skred snabbt till verket.
Tombstone kunde lätt befria alla fångarna på anstalten och tillfångata vakterna, de band sedan fast vakterna i en hög i matsalen där de ständigt kunde ha uppsikt över dem vilket han hade som ledare för denna lilla kupp. Fångarna framställde ganska snabbt det rätta giftet i en gigantisk behållare under en gång där de kunde slänga ner vakterna för att testa kvaliteten på giftet.
Men innan de han slänga i någon vakt fick Spindelmannen höra om vad som hänt, han smög sig in i fängelseområdet och in i fängelset. Därinne såg han Tombstone stå med en av vakterna hängande över en gigantisk behållare med någon grön vätska, han skred snabbt till verket för att rädda fångvaktaren vilket han gjorde med några nät. Men Spindelmannen blev därmed upptäckt och ett tjugotal fångar kastade sig över honom innan han hann spinna in dem med nät. Men Spindelmannen lyckades trots allt slå ner dem alla och Tombstone sade till de övriga fångarna att han själv skulle besegra Spindelmannen på bron över serumet.
När deras envig började lät Tombstone Spindelmannen få första slaget, Spindelmannen som tog chansen knäckte nästan handen när han slog mot Tombstones urbergshårda skin. Tombstone svarade med ett slag mot Spindelmannens sida vilket ledde till att han flög in i räcket och sedan ett slag mot magen vilket fick Spindelmannen att tappa andan och falla till golvet, Tombstone tog då tag i hans rygg och lyfte upp honom för att kasta ner honom i giftbehållaren. Men när Tombstone kastade sprutade Spindelmannen ett nät mot hans fot och Tombstone åkte själv ner i giftbehållaren medan Spindelmannen klarade sig och styrde upp upproret. Efter detta hittade man aldrig Tombstones kropp inom fängelseområdet vilket tydde på att han överlevt.